# Finland under medeltiden
Finlands medeltida historia innebar en period på ungefär 500 år där samhället i grunden förändrades. Bland dessa förändringar kan nämnas den svenska överhögheten, skapandet av en kyrklig organisation, inflyttning av svenskspråkiga och uppodling och bosättning av tidigare ödemarker.

## Korstågstiden

### Bakgrund
Geografin hade placerat området som utgör dagens Finland mellan två av den tidiga medeltidens handelsmakter, Sverige och Republiken Novgorod. En viktig handelsväg korsade Östersjön via Åland, den skyddande kustskärgården och följde Finska vikens norra sida fram till Nevas mynning och vidare till Ladoga. Finsktalande stammar deltog inte själva i handelsfärderna men handlade med pälsverk. Det låg i både Sveriges och Novgorods intressen att kontrollera detta område. På grund av den glesa bebyggelsen fanns ingen politisk organisation i Finland som kunde motstå detta[källa behövs].
Den romersk-katolska kyrkan hade kommit till Svealand under 800-talet och den religiösa omvändelsen fullbordades under 1000-talet. Finnarnas första kontakter med kristendomen verkar dock ha kommit österifrån, eftersom några begrepp inom kristendomen är slaviska lånord i finskan. Men snart verkar påverkan västerifrån ha fått försteg. Övergången till ett nytt gravskick ägde rum på Åland omkring år 1000, i Egentliga Finland och i Tavastland mellan 1150 och 1200 samt i Karelen så sent som omkring år 1300.

### 1100-talet
Man har traditionellt ansett att den svenske kungen Erik organiserade ett fälttåg till Finland under andra hälften av 1150-talet. Uppgifterna i sak är mycket knapphändiga. De berättar att den svenske kungen samlade en här och drog till Finland. Enligt traditionen erbjöd han de hedniska finnarna att anta kristendomen men när detta avvisades besegrade han dem i ett stort slag. Erik återvände därefter hem men satte biskop Henrik att ordna de kyrkliga förhållandena. Denna tradition nedtecknades på 1270-talet. Enligt finsk folktraditionen var Henrik engelsman och biskop i Uppsala. Han började med att döpa de överlevande hedningarna i Kuppis källa i Åbo. Redan sin första vinter i Finland dödades Henrik av en av de omvända, Lalli, som slog ihjäl biskopen på det istäckta Kjulo träsk.
Både tyska och danska flottor var verksamma i området och svenskarna insåg att de måste stärka greppet för att inte Finland skulle glida dem ur händerna. Danske kung Knut Valdemarsson lade under sig norra Estland vid ett korståg år 1197 och enligt traditionen härjade danskarna i Finland både 1191 och 1202.
Sverige och Novgorod var inte de enda makter som hade intressen i området. Enligt danska annaler organiserade danskarna 1191 ett korståg till Finland och det finns också uppgifter om ett förnyat försök av danskarna att erövra Finland 1202. Den danske kungen Knut VI ledde ett korståg till Estland 1197 som erövrades. Ryska köpmän överfölls av gotlänningar 1188 och även tyskarnas betydelse för handeln på Östersjön ökade efter att staden Lübeck grundades på 1140-talet.

### 1200-talet
Enligt en påvlig bulla utfärdad av påven Innocentius III 1216 hade den svenske kungen Knut Eriksson ordnat flera krigståg för att stärka svenskarnas ställning i Finland. Den svenske kungen Erik Knutsson fick påvens välsignelse för sina anspråk och Finland blev uttryckligen ett svenskt missionsområde. Svenskarna hade dock inget inflytande ända bort till Karelen utan furst Jaroslav av Novgorod bedrev korståg i Tavastland vintern 1226–1227 för att omvända invånarna till den ortodoxa läran. Tavasterna i sin tur härjade Karelen året efter.
Möjligtvis ombedd av biskop Tomas utställde påven Gregorius IX år 1229 sitt apostoliska beskydd över Finland och påbjöd dessutom en handelsblockad mot Novgorod. I Tavastland skedde ett uppror mot den kristna missionen vintern 1236-1237, möjligtvis med stöd från Novgorod eller Karelen. I december 1237 utfärdade påven en korstågsbulla som riktade sig mot detta uppror av "hedningar".
Enligt Novgorodkrönikan invaderade en skandinavisk här floden Nevas mynning 1240. Den novgorodiske fursten Alexander Nevskij gick till anfall och slaget inleddes på morgonen den 15 juli 1240. Enligt krönikan led fienden stora förluster och retirerade.
Enligt Erikskrönikan, nedtecknad omkring år 1330, skedde det andra korståget år 1249. Under ledning av Birger jarl anfölls Tavastland ända fram till Karelen. Birger jarl måste dock återvända till Sverige när kung Erik den läspe och halte avled 1250. Dateringen är dock problematisk och en teori är att korståget ägde rum i samband med tavasternas uppror ett decennium tidigare. För detta talar att svenskarna inte skulle ha kunnat organisera ett krigståg till Finland 1249–1250 eftersom det då pågick en allvarlig kris visavi Norge. Somrarna 1248 och 1249 möttes svenskarna och norrmännen rustade till tänderna på Göta älv. Kung Erik läspe och halte dog i februari 1250 och Birger jarl lyckades få sin son Valdemar vald till kung, ett val som väckte opposition som inte stillades förrän 1251. Det förefaller därför enligt denna teori mer troligt att det andra korståget skedde 1238, eller ännu hellre 1239. Att upproret slogs ned kan ha varit en förutsättning för att genomdriva det tidigare nämnda anfallet mot Neva 1240. Senare anlade svenskarna en fästning, Tavastehus, för att kunna behålla kontrollen. Tavastehus äldsta delar har daterats till 1260-talet men det är mera troligt att slottet är uppfört samtidigt som Åbo slott, ungefär 1280. De allra äldsta skriftliga beläggen för en fogde i Tavastland kommer från 1297.
Den svenska kontrollen över Finland underströks genom anläggandet av borgar och kung Magnus Ladulås utnämnde 1284 sin bror Bengt till hertig av Finland. Med början på 1250-talet, kanske tidigare, inleddes en kolonisering av svenskar i Nyland och längs Bottenvikens östra kust. Svenskarna bosatte sig längs kusten och gränserna mellan svenska och finsktalande bosättningar har bestått fram till 1900-talet.
Under 1200-talets sista decennier fortsatte krigen mellan Novgorod och Sverige. 1292 anföll Novgorod Tavastland. Senare samma år anföll svenska trupper dels Karelen, dels Ingermanland. Året därefter samlade svearnas regent Torgils Knutsson en stor ledungsflotta som anföll handelsplatsen Suomenvedenpohja i Karelen och lät där anlägga en borg i gränsområdet mellan länderna - fästningen Viborg. Den svenska ledungsflottan seglade enligt krönikan hem på hösten 1293. Nästa vår, den 30 mars 1294, anfölls Viborgs fästning av novgoroderna, ledda av fursten Roman Glebovitj av Smolensk. Fästningen var byggd på en holme och blev för svår att inta när isen runtom smälte. Senare samma år återkom den svenska flottan och svenskarna gick till anfall mot träfästningen Kexholm som erövrades. Tidigt 1295 anföll novgoroderna Kexholm och endast två av försvararna undkom. För svenskarna var krigståget till Karelen stor seger eftersom man med fästningen Viborg som bas nu kunde ta kontroll över västra Karelen.

### 1300-talet
På våren år 1300 samlade Torgils Knutsson en stor flotta som ankrade vid floden Nevas utlopp i Finska viken. Där började man uppföra en fästning på en landtunga mellan Neva och floden Ochta. Fästningen döptes till Landskrona. Inom kort anfölls dock fästningen, rimligtvis av novgoroder, men anfallet misslyckas. På hösten lämnades endast en mindre besättning kvar i Landskrona och när trupper från Novgorod återigen anföll den 19 maj 1301 lyckas de erövra fästningen.

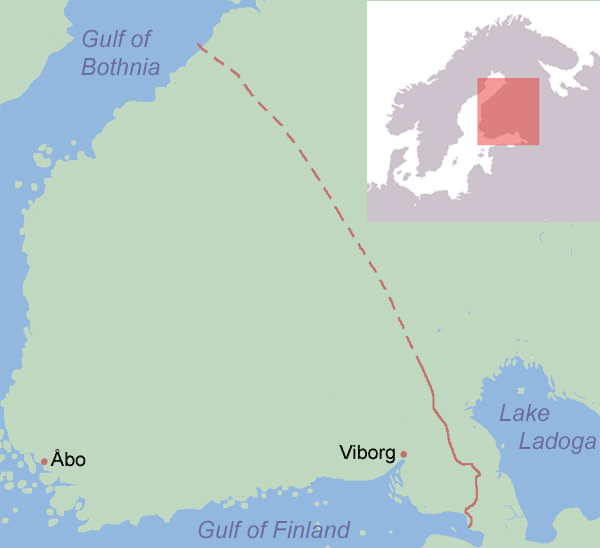
Nöteborgstraktatens möjliga gräns mellan Sverige och Novgorod

Efter att novgoroderna förhärjat Åbo 1318 och anfallit Viborg 1321 och 1322 medan svenskarna anfallit Kexholm 1322 slöts fred mellan Novgorod och Sverige 1323 i gränsfästningen Nöteborg genom Nöteborgsfördraget. Novgorod avträdde de delar av Karelen som Sverige redan kontrollerade: Savolax, Jääskis och Ägräpää. Man bestämde noggrant hur gränsen skulle gå: från Systerbäck (Rajajoki) till sjön Saimen och sjöarna i Savolax. Sträckningen därefter är oklar och det finns flera teorier om hur gränsen har dragits. Historikern Jalmari Jaakkola menade 1926 att gränsen gått längs den tavast-karelska stamgränsen och slutade vid Pattijoki vid Bottenviken. Enligt en teori framlagd av historikern Ragnar Rosén gick gränsen ändå ut till Bottenviken vid mynningen av Pyhäjoki älv. 1968 publicerade historikern Jarl Gallén en undersökning där han förvisso anslöt sig till åsikten att gränsen slutade i Bottenviken men att området norr om den var en allmänning där både Sverige och Novgorod hade intressen.

## Kyrkan i Finland
Nästan ingenting är känt om hur kyrkan i Finland arbetade under tidig medeltid. Enligt en biskopskrönika från slutet av 1400-talet efterträddes biskop Henrik av Rodulf från Västergötland som i sin tur följdes av kaniken Folkqvinus från Uppsala. Åbo stift, grundat på 1200-talet, var underställt ärkebiskopen i Uppsala. Biskopskrönikan kan dock inte anses vara tillförlitlig vad gäller den äldsta perioden.
De äldsta stenkyrkorna från 1200-talet återfinns på Åland. På fastlandet har församlingskyrkor av sten börjat uppföras först under slutet av 1200-talet. Åbo stift blev under 1200-talet Sveriges rikaste stift efter ärkestiftet i Uppsala och under seklet tillkom kyrksocknar i snabb takt. År 1300 invigdes Åbo domkyrka. Biskopen i Åbo hade inte bara makt över kyrkan utan satt även med i riksrådet och kunde därmed påverka rikspolitiken. Efter 1350 utnämndes biskopen formellt av påven i Rom men i praktiken av domkapitlet. Då kyrkan krävde färdigheter i att läsa, skriva och tala latin grundades Katedralskolan i Åbo för att lära ut detta.
Från och med andra halvan av 1200-talet var kyrkan i Finland stadd i en snabb utveckling. Vid sidan av biskopen i Åbo tillkom ett domkapitel, som 1286 valde biskop för första gången. Från slutet av 1200-talet grundades en rad församlingar, snabbast i Egentliga Finland där antalet församlingar ökade från 17 kyrksocknar i början av 1300-talet till ett trettiotal i mitten av århundradet. I Nyland grundades församlingarna i Lojo, Tenala, Borgå och Sibbo vid den denna tid. I Tavastland och Österbotten är de äldsta församlingarna från 1200-talet
Dominikanerna kom förmodligen till Finland i samband med det andra korståget och 1249 grundade de ett ordenshus i Åbo. Ett birgittinkloster grundades i Masko socken 1438 och fick namnet vallis gratiae, nådens dal, nuvarande Nådendal. Ett dominikankloster grundades i Viborg på 1440-talet och i Kökar på Åland grundades ett franciskankloster under andra hälften av 1400-talet.

## Högmedeltiden

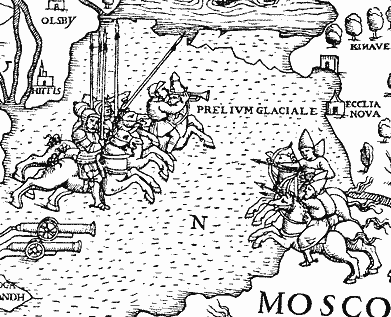
Svenskt och ryskt kavalleri möts på Finska viken. Krigen mot Novgorod/Ryssland var återkommande under 1300- och 1400-talen. Detalj från Olaus Magnus Carta marina, 1539

Vid 1200-talets slut hade statsmakten tre fästningar att stödja sig på: Åbo, Tavastehus och Viborg. Det fanns också en förvaltningsapparat som drev in skatter i form av dagsverken och tionden. Från början hade man med begreppet Finland avsett den sydvästra delen, Egentliga Finland, men med tiden kom även senare erövrade områden som Tavastland och Karelen att inbegripas.

### 1300-talet
I slutet av 1340-talet återupptog svenskarna sin offensiva politik österut. Kung Magnus Eriksson besökte Viborg 1347 och våren 1348 avseglade en flotta som efter belägring intog Nöteborg vid Neva. Efter att ha lämnat en mindre besättning återvände huvuddelen av styrkorna till Sverige. Styrkor från Republiken Novgorod belägrade dock svenskarna som måste ge sig i februari eller mars 1349. Svenskarna försökte återerövra Nöteborg 1350 men misslyckades och istället förhärjade novgoroderna staden Viborg den 21 mars 1351 men kunde inte inta Viborgs fästning.
1352 förlänades Finland som hertigdöme till Bengt Algotsson vilket blev en utlösande faktor i inbördeskriget mellan kung Magnus och hans son Erik 1356. Från denna tid finns en urkund som ger den finske lagmannen rätt att delta i kungavalet på samma villkor som lagmän sedan gammalt haft. Denne ägde rätt att närvara vid valet tillsammans med präster och tolv män ur allmogen. Förutom kungarna Håkan och Magnus har rikets samtliga biskopar och tio stormän satt sina sigill på urkunden. Urkunden är daterad till den 15 februari 1362. Av praktiska och geografiska skäl kom denna rätt att delta i kungavalen aldrig att användas.
Sverige förhärjades av inbördeskrig under många år framöver men det utmynnade i att kung Magnus systerson Albrekt av Mecklenburg valdes till svensk kung den 15 februari 1364. Bjälboätten hade dock fortfarande ett stöd i Finland och Åbo slott överlämnades till Albrekt först efter en lång belägring.
Under resten av 1360-talet växte missnöjet med hur kung Albrekt lät tyskar få ett allt större inflytande i förvaltningen. När en bondehär hotade att inta Stockholm lyckades Magnus Erikssons son Håkan Magnusson och riksrådet avtvinga Albrekt en kungaförsäkran som gjorde honom nästan maktlös.
Den verklige makthavaren var riksdrotsen Bo Jonsson (Grip). Genom olika metoder blev han Skandinaviens störste jordägare någonsin och innehade 1374 alla fögderier i Finland. Enligt en källa ägde han gårdar i 340 socknar i riket. Han uppförde också Kastelholm på Åland, Raseborg i västra Nyland, Korsholms slott i Österbotten samt en träborg vid Ule älvs mynning. Efter dennes död 1386 försökte kung Albrekt att komma över dessa ägor för att kunna återfå sin tidigare maktställning. Albrekt tog hjälp av tyska bundsförvanter medan de svenska stormännen fick hjälp av den danske kungens förmyndare och mor, fru Margareta. Hon valdes till Sveriges regent den 22 mars 1388. Den 24 februari 1389 möttes de båda arméerna i slaget vid Åsle utanför Falköping som slutade med seger för danskarna. Trots att Albrekt fängslades hade hans anhängare kontroll över slotten i Stockholm och Kalmar och strider pågick ända till 1395.
Vid denna tid härjade också vitaliebröderna, sjörövare som genom sin verksamhet försökte främja kung Albrekts sak. Tidvis utfärdade hertigarna i Mecklenburg kaparbrev, så att vitaliebröderna kunde sälja rövat gods i hamnarna i Rostock och Wismar. Fram till 1394 hade de sitt högkvarter på Gotland, under Albrekts son prins Erik. Därifrån fördrevs de av Tyska orden, men fortsatte att utgöra ett ständigt oroselement i östersjöområdet, speciellt i Finska viken och Bottenviken. De behärskade tidvis Åbo och Viborg liksom Korsholm och andra borgar runt Bottenviken. De gav slutligen upp 1398, då de ingick en förlikning med drottning Margareta och kung Erik. Flera av dem fick därefter högt uppsatta poster inom Margaretas administration.
Krig och plundringståg fortsatte mellan Sverige och Novgorod. Enligt Novgorodkrönikan anföll dessa en tysk stad eller borg vid Bottenviken som kallas Owla 1377. Novgorodkrönikan kallar alla katoliker för tyskar och enligt en teori är Owla identisk med Uleå i norra Finland vid Bottenviken. Enligt krönikan anföll svenskarna Ingermanland 1395 och landet norr om Ladoga 1396. Efter några år av lugn anföll Novgorod Viborg den 26 mars 1411 och förhärjade staden men lyckades inte inta fästningen. Uleå förhärjades åter 1415.

### 1400-talet
1396 valdes Margaretas systers dotterson Erik av Pommern till kung i Danmark, Norge och Sverige. Margareta hade dock den faktiska kontrollen fram till sin död 1412 och hon genomdrev 1397 Kalmarunionen. Margareta gick in för att centralisera förvaltningen och de finska slottslänen, med undantag av Viborg, förvaltades av fogdar istället för av adeln. Kung Erik besökte Finland minst två gånger och bland annat deklarerade han 1411 att ödemarkerna tillhörde kronan. Dessa avlägsna erämarker kunde ligga upp till 20–25 mil från hembygden och användes av byarna för jakt och fiske.
På grund av de höjda skatterna utbröt ett bondeuppror i övre Satakunda 1438 och det förekom oroligheter både i Tavastland och Karelen. Mycket litet är känt om dessa bondeuppror. Sveriges riksföreståndare Karl Knutsson (Bonde) gick med på att låta Kristofer av Bayern väljas till kung i september 1441 men tog själv kontrollen över Finland och Åland. Men strax efter valet ville kungen inte ge Karl Knutsson en sådan maktposition och han fick nöja sig med den östra halvan. Riksdrotsen Krister Nilsson (Vasa) fick å sin sida Viborgs län och östra delen av Korsholms län, det vill säga dagens Österbotten.
Kungen avled plötsligt 1448 och den 20 juni valde det svenska riksrådet Karl Knutsson (Bonde) till svensk kung. I september valde dock danskarna greve Kristian av Oldenburg till kung. I november 1449 kröntes Karl till kung av Norge i Hamar. Åren därefter kännetecknas av krig mellan Sverige och Danmark innan Kristian I valdes till kung i Sverige den 23 juni 1457. Dagen efter valdes han även till kung vid en ceremoni i Åbo för att på så vis undkomma en besvärande kungaförsäkran.
Vid Finlands östgräns var det relativt lugnt eftersom Novgorod var drabbat av egna oroligheter. De tre bröderna Axelsson hade kontroll över Finland - Erik Axelsson (Tott) hade Viborg och Tavastehus, Ivar Axelsson (Tott) hade Korsholm medan Lars Axelsson (Tott) hade Raseborg. Novgorod erkände 1471 Moskvas överhöghet och 1478 var dess självständighet slut. Uppodlingen av ödemarken hade gjort att nybyggarna hade trängt över gränsen både i Savolax och Österbotten. Erik Axelsson Tott stärkte försvaret av Finland, bland annat genom Viborgs stadsmur. Han byggde också en fästning, Olofsborg, vid sundet mellan Saimen och Haukivesi, möjligtvis på den ryska sidan av gränsen. 1479 härjades trakten kring Olofsborg av ryssarna och Erik Axelsson Tott ledde vad som troligen var en mycket brutal hämndexpedition året efter. De tre Axelssönerna avled under 1480-talet och riksföreståndaren Sten Sture den äldre tvingade till sig Viborg och de övriga östfinska länen.
Den 21 september 1495 omringade ryska styrkor Viborg och ståthållaren Knut Jönsson Posse lyckades avvärja de första attackerna. De ryska styrkorna började belägra fästningen och de hade dessutom med sig artilleri som skadade tornen och murarna. Den 30 november inledde de ett anfall som svenskarna lyckades avvärja trots underläget. Enligt legenden om den viborgska smällen ska ryssarna ha besatt ett torn som svenskarna lyckades spränga i luften, men detta är förmodligen endast en skröna. Grupper av ryssar plundrade och härjade därefter östra Finland och Tavastland, förmodligen även Österbotten. Året efter anföll svenska trupper det ryska fästet Ivangorod i Ingermanland som intogs och förstördes i grunden. Därefter var både Sverige och Ryssland utmattade av kriget och fredsavtal tecknades i Novgorod den 3 mars 1497.

### 1500-talet
År 1497 blev riksföreståndaren Sten Sture den äldre avsatt men den nye kungen, Hans, lät honom få Åbo stift och Nyköpings län. Kung Hans tid som Sveriges kung blev dock kort och 1501 utbröt ett uppror som riktade sig bl.a. mot de av kungen tillsatta utländska fogdarna. Den 21 januari 1504 valdes Svante Nilsson (Sture) till riksföreståndare.
Sverige var dock fortfarande i krig med Danmark. Den danska flottan härjade kusterna och den danske kaptenen Sören Norby intog Kastelholm på Åland i juli 1507. Året därefter anföll han Borgå. Den 2 augusti 1509 intog den danske riddaren Otte Rud Åbo och plundrade staden och bortförde skatterna i domkyrkan. Även klostret i Nådendal fick dela samma öde.
Kriget mellan Sverige och Danmark fördes på sparlåga 1512–1516. Svante Nilsson (Sture) avled 1512 och kung Hans 1513. Danskarna gav det svenska riksrådet två alternativ: antingen att välja Kristian II till svensk kung eller att betala en årlig tribut. Svenskarna förhalade och nya stridigheter utbröt som slutade med att Kristian II kunde tåga in i Stockholm den 7 september 1520.
Befälhavarna på de finska slotten hade ställt sig bakom Sten Sture den yngre. Dessa byttes ut mot danskar: Lyder van Offense på Kastelholm, Wulff von Grevendorp på Åbo slott, Jöns Matson på Tavastehus, Tile Gisseler på Raseborg och Rolef Madsen på Viborg och Olofsborg.
Kung Kristian II bjöd hela den svenska makteliten till kröningen i Stockholm. Som vanan bjöd dubbade kungen unga adelsmän till riddare men den här gången blev endast danskar dubbade med förklaringen att Sverige hade erövrats med vapenmakt. Den påbjudna amnesti för begångna brott som skett under de senaste åren bröts av kungen när han lät gripa ett antal adelsmän och biskopar som dömdes till döden vid Stockholms blodbad.
Kungens politik blev inledningen till ett nytt inbördeskrig. Inbördeskriget avförde definitivt Sverige från Kalmarunionen och ledde till att en ung adelsman, Gustav Eriksson Vasa valdes till Sveriges kung.